# Henckelia sekayuensis
Henckelia sekayuensis är en tvåhjärtbladig växtart som beskrevs av Banka och R. Kiew. Henckelia sekayuensis ingår i släktet Henckelia och familjen Gesneriaceae. Inga underarter finns listade i Catalogue of Life.